# Lacinipolia lepidula
Lacinipolia lepidula är en fjärilsart som beskrevs av Smith 1887. Lacinipolia lepidula ingår i släktet Lacinipolia och familjen nattflyn. Inga underarter finns listade i Catalogue of Life.